# Embalse de Camatagua
El Embalse de Camatagua es un reservorio de agua ubicado en las cercanías de la población de Camatagua, en el estado Aragua, Venezuela, creada en el año 1964 e inaugurada en el año 1969. Tiene un nivel de agua promedio de unos 40 m y en su nivel más profundo llega a los 100 m. Tiene una capacidad de 1543 millones de metros cúbicos de agua. Su principal afluente es el río Guárico. Su nombre oficial es Embalse Ernesto León David.
El embalse de Camatagua es la principal fuente de abastecimiento de agua de Caracas, que actualmente recibe 16 metros cúbicos de agua por segundo de dicha represa.

## Historia
Su historia comienza en 1964, cuando el gobierno venezolano decidió construirlo para garantizar el suministro de agua a la capital. La obra fue inaugurada en 1969 y desde entonces ha sido parte fundamental del Sistema Tuy III, que transporta agua desde los Llanos hasta Caracas. Con una capacidad de almacenamiento de 1543 millones de metros cúbicos de agua y una superficie de más de 7000 hectáreas, el embalse se convirtió en el mayor reservorio de agua dulce del país.
Para la construcción del embalse, el poblado de Guanayén quedó completamente sumergido bajo sus aguas. Los habitantes fueron desplazados y el área se transformó en un lago artificial con 28 islas y varias playas.

## Recreación
El embalse de Camatagua ofrece un estupendo paisaje, además de ser un sitio privilegiado para la pesca deportiva por su cercanía con la ciudad de Caracas, Maracay y Valencia. En dicho embalse se pesca el pavón (Cichla ocellaris y Cichla temensis). El hermoso paisaje del gigantesco lago artificial, la transparencia de su agua, la ictiofauna, la gran variedad de aves y su diversificada fauna terrestre en general como por ejemplo venados, monos, caimanes, babas, tortugas, etc., hacen de este sitio una alternativa económica para un paseo de los amantes de la naturaleza.

## Abastecimiento
Para finales del año 2009, y ante la falta de lluvias suficientes durante los últimos años, el embalse ha visto disminuir su capacidad a poco más de 700 millones de metros cúbicos de agua, lo que ha generado una situación de racionamiento de agua en Caracas hasta aproximadamente mayo de 2010, cuando la temporada de lluvias comienza en Venezuela.

## Flora y fauna
El embalse esta lleno de peces que a menudo se pescan tiene diversas especies como el caribe, el pavón, también habitan tortugas tanto terrestre como acuáticas,  reptiles acuáticos como las babas y los caimanes del Orinoco etc. Habitan además serpientes, pájaros, ardillas entre muchos otros. en cuanto a la flora es la abundancia de árboles y plantas de diversas especies un árbol nacional como es el araguaney y otros árboles muy comunes y también desconocidos.

## Actualidad
El embalse de Camatagua se caracteriza por sus hermosos paisajes, gran variedad de fauna y flora, ideal para un día de camping con la familia.